# آسپانگ مارکت
آسپانگ مارکت (به آلمانی: Aspang-Markt) یک منطقهٔ مسکونی در اتریش است که در ناحیه نوین‌کیرشن واقع شده‌است. آسپانگ مارکت ۲٬۰۴۱ نفر جمعیت دارد.